# InuYasha: La espada conquistadora
InuYasha: La espada conquistadora (映画犬夜叉　天下覇道の剣 Eiga InuYasha: Tenka Hadō no Ken?) es la tercera película de la serie InuYasha, creada por Rumiko Takahashi. Fue dirigida por Toshiya Shinohara y fue lanzada en Japón el 20 de diciembre de 2003; en Estados Unidos fue lanzada el 6 de septiembre de 2005. La película se sitúa cronológicamente entre los capítulos 136 y 137 del anime. Al igual que las otras tres películas de InuYasha fue doblada al español en Venezuela en el año  2014. Tampoco tiene conexión alguna con el manga original o la serie de anime, ya que es una historia ajena a estos.
El tema de ending es Four Seasons (Cuatro estaciones), de Namie Amuro.

## Argumento
En orden cronológico la película está situada entre los capítulos 136 y 137, después de que InuYasha se haya enfrentado a Naraku en el Monte Hakurei. La película comienza hace 200 años con lo sucedido durante el nacimiento de InuYasha; con el Inu no Taishō (el padre de él y Sesshōmaru) que está herido todavía de su batalla con Ryūkotsusei. Sesshōmaru le pide dos de las espadas a su padre, la So'unga y Tessaiga. Este se las niega diciéndole "¿Sesshomaru, tienes algo que proteger?". El Inu no Taisho decide ir por Izayoi. Takemaru, uno de los enemigos del Inu no Taisho, mata a Izayoi, la madre de InuYasha; y al llegar Inu no Taisho, se enfrentan, pero este prefiere ir a salvar a Izayoi, reviviéndola con Tenseiga, diciéndole que escape y que el nombre del niño que acaba de nacer será InuYasha, axial como también le da la Túnica de las ratas de fuego. El Inu no Taisho decide no vivir más, enfrentando a Takemaru bajo el castillo en llamas empeñando la espada So'unga, pero antes logra cortarle un brazo a su contrincante.
En el mundo actual, se encuentran InuYasha y Kagome, mientras eso, el abuelo de Kagome guarda una espada legendaria, pero en realidad esta es la So'unga, la espada de los infiernos, capaz de revivir a los muertos, la espada posee una funda llamada Saya, la cual sella sus poderes demoníacos, pero este sello se rompe y la So'unga va directo hacia donde está InuYasha y Kagome. InuYasha es poseído por ella y la funda (Saya) se queda con Kagome. InuYasha regresa a la era Sengoku, pero no puede liberarse, y ataca a sus amigos con el Gokuryuuha, una poderosa onda explosiva más fuerte que el Bakuryuuha de la Tessaiga. Sesshomaru se da cuenta de que la So'unga ha regresado y decide ir por ella. Al ver que InuYasha la tiene, decide enfrentarlo en una batalla, aunque este intenta matar a Rin y Jaken, por orden de la So'unga. Kagome lo evita ordenándolo a sentarse, liberándolo del poder de la Souunga y lanzándola lejos de allí. InuYasha se libra también del rosario Kotodama y le pregunta a Myoga si su padre era más fuerte que él, aunque él no responde, Totosai le dice que su padre era varias veces más fuerte que él. La So'unga, después de poseer otro cuerpo, revive a Takemaru, el enemigo del Inu no Taisho, y le ofrece el brazo izquierdo de Sesshōmaru para poder hacer el máximo uso de la ella y su Gokuryuuha. Takemaru decide revivir todos los muertos de un castillo y convertirlos en su ejército de zombies. So'unga era una espada con un espíritu maligno muy antiguo, que frente a Tessaiga o Tenseiga les gana por separado, pero no juntas. La Tenseiga es la espada para conquistar los cielos, la Tessaiga es para conquistar la tierra de los vivos y la So'unga es para conquistar los Infiernos.
InuYasha y Sesshomaru se enfrentan de nuevo, dejando victorioso a Sesshomaru con su Souryuuha por encima del Bakuryuuha de InuYasha. Luego, deciden ir a derrotar a Takemaru, cada uno por aparte. El grupo de InuYasha también ha decidido ir junto con Totosai, Myoga y el grupo de Sesshomaru. Este e InuYasha se enfrentan al ejército de zombis, pero un ogro secuestra a Kagome y a Rin llevándose de paso a Tenseiga a donde está Takemaru. InuYasha y Sesshomaru llegan a donde Takemaru, pero Kagome le dice a InuYasha que junte fuerzas con Sesshomaru para derrotar a la So'unga. Mientras, Miroku decide absorber a todos los zombis que quedan con su agujero negro. A pesar de lo que le dijo Kagome, InuYasha no junta fuerzas con Sesshomaru, y gracias a los sentimientos y valores que le da su sangre humana, derrota a Takemaru. Sin embargo, la So'unga decide abrir el portal entre el Infierno y este mundo, de esa manera los zombis del Infierno convergerán allí. InuYasha y Sesshomaru comienzan a luchar contra la So'unga, pero por separado, hasta que InuYasha le dice a la esta que hay cosas que desea proteger y lanza el Bakuryuuha, que es combinado con el Souryuuha de Sesshomaru, el cual lo lanza después de que reflexiona sobre lo que dijo su padre; en donde se acuerda de Rin y Jaken. La So'unga es sellada en el Infierno, y al final de la pelea aparece el Inu no Taisho diciéndoles a sus dos hijos que esa era la mejor oportunidad para liberarse del poder de la So'unga. Finalmente, después de que InuYasha conoce a su padre; Kagome decide darle una sorpresa, que es otro rosario Kotodama, según ella, para que él no ande por ahí solo.

## Personajes
- InuYasha
- Kagome Higurashi
- Sango
- Shippō
- Tōtōsai
- Sesshōmaru
- Rin
- Myōga
- Jaken
- Miroku
- So'unga: Es la tercera espada del Inu no Taisho y es conocida como la espada de la destrucción o de los Infiernos. El Gokuryuuha es su mayor poder. Tuvo la energía suficiente para liberarse en la época actual y controlar a InuYasha, para luego hacerlo con Takemaru.
- Saya: Es el guardián que está sellado en la funda de So'unga, su deber es frenar sus poderes malignos. Tiene la forma de fantasma, es anciano y totalmente blanco.
- Setsuna no Takemaru (Takemaru): Es el enemigo del Inu no Taisho, que murió hace 200 años en el castillo donde nació InuYasha. En su pelea con Inu no Taisho perdió su brazo izquierdo, el cual lo remplaza por el brazo que perdió Sesshomaru.
- Inu no Taishō: Era un daiyoukai, padre de InuYasha y Sesshomaru.
- Izayoi: Madre de InuYasha.

## Seiyūs
- Kappei Yamaguchi (InuYasha)
- Ken Narita (Sesshomaru)
- Satsuki Yukino (Kagome)
- Akio Otsuka (Inu no Taisho)
- Kikuko Inoue (Izayoi)
- Kōji Tsujitani (Miroku)
- Houko Kuwashima (Sango)
- Kumiko Watanabe (Shippo)
- Kenichi Ogata (Myoga)
- Kaneta Kimotsuki (Saya)
- Jōji Yanami (Totosai)
- Yūichi Nagashima (Jaken)
- Mamiko Noto (Rin)
- Yasunori Matsumoto (Setsuna no Takemaru)
- Fumihiko Tachiki (Souunga)
- Akiko Nakagawa (Sota, hermano de Kagome)
- Katsumi Suzuki (Abuelo de Kagome)
- Asako Dodo (Mamá de Kagome)
- Nami Okamoto (Ayumi, amiga de Kagome)
- Yuki Masuda (Eri, amiga de Kagome)
- Kaori Shimizu (Yuka, amiga de Kagome)

## Curiosidades
- El padre de InuYasha iba a ser llamado Touga, pero Rumiko Takahashi no lo quiso.[1]
- La madre de InuYasha murió hace 200 años en la película, es decir, InuYasha tiene 200 años.[1]